# Berlinek (Wieluń)
Berlinek – dzielnica Wielunia obejmująca ulice: Robotniczą, Ludową, Wspólną, Kościuszki i inne. Teren między osiedlem Stare Sady a linią kolejową Wieluń – Herby Nowe. Osiedle wzniesione w latach hitlerowskiej okupacji, pierwotnie o architekturze charakterystycznej dla niemieckich wiosek, obecnie ten charakter zatraca. Spowodowane jest to intensywnym rozwojem budownictwa jednorodzinnego.